# Escadrille ZZ
Escadrille ZZ est la vingt-cinquième histoire de la série Les Aventures de Buck Danny de Jean-Michel Charlier et Victor Hubinon. Elle est publiée pour la première fois dans le journal Spirou du no 1127 au no 1148. Puis est publiée sous forme d'album en 1961.

## Résumé
Patuxent River, près de San Diego (la base de la Navy réelle de Patuxent River se situe sur la côte est dans le Maryland). La base d'essais de l'aéronavale U.S. est incontournable lorsqu'il s'agit de tester les prototypes des avions destinés à être embarqués, avant qu'ils ne soient commandés en grande série.
L'escadrille ZZ est un team spécial chargé des essais des jets dépassant Mach 2. Danny en assure le commandement, mais il a eu le plus grand mal à pouvoir convaincre ses pilotes et l'état major de retenir le FX-13 comme le futur fer de lance de l'aéronavale.
L'escadrille a failli imploser quand Fred Hollman est mort dans le crash d'un des modèles du X-13 et Buck Danny et Slim Holden en sont même venus aux mains...

Maintenant que le X-13 est fiabilisé, les essais opérationnels doivent être programmés. C'est alors que le team se voit imposer l'arrivée d'un pilote chevronné, Max Stablinski, vétéran de la Corée, dont l'histoire familiale est marquée par un drame, ce qui explique sans doute son caractère exécrable. Mais il ne rechigne pas à la tâche et, lors de son premier vol, il s'éjecte en catastrophe avant que le X-13 n'explose en plein ciel !
Une campagne de presse est vite orchestrée pour remettre en cause le choix de l'avion, dans lequel Danny a de grandes responsabilités.
Lui et ses amis Tumbler et Tuckson arriveront-ils à rompre la malédiction qui semble s'acharner contre le FX-13 ?
L'honneur de l'escadrille y survivra-t-il ?

## Personnages
Outre les trois personnages principaux de la série (Buck Danny, Jerry Tumbler et Sonny Tuckson), sont présents :
- Slim Holden (capitaine de frégate)
- R. Sanders (contre-amiral) commandant la base aéronavale de Patuxent River
- Mac Dougall, constructeur du prototype FX-12
- Gordon (lieutenant de vaisseau)
- Stablinski George (alias Max) (Major de l'USAF) (=commandant)
- Bill Brush (alias B.B.) ingénieur et directeur des essais.
- Nichols, concepteur du prototype FX-13
- Kim Hollman, adolescent, fils du lieutenant de vaisseau pilote Fred Hollman, décédé dans l'épisode précédent.

## Avions
- Nichols FX-13 - appareil fictif étroitement inspiré du North American A3J-1 Vigilante
- Grumman F9F-8 Cougar
- North American FJ-4 Fury
- Douglas R4D Skytrain
- Mac Dougall XF-12 - appareil fictif, étroitement inspiré du McDonnell YAH-1, projet initial du McDonnell Douglas F-4 Phantom II - Illustré par une photographie en cadre sous-verre mural (planche ZZ.3 B., cases C1 et D2)
- Republic F-84 Thunderjet
- Mikoyan-Gourevitch MiG-15 « Fagot »
- Cessna T-41 Mescalero - Version militaire du Cessna 172 ; la base aéronavale de Patuxent River (Maryland) a effectivement disposé de trois exemplaires de T-41C (mis en œuvre par le Navy Flying Club de la station) mais probablement un peu plus tard que ne le laisse supposer la chronologie du récit, ce dernier se situant au tout début de 1960.
- Bell HTL Sioux (Bell 47)
- Vought F8U-1 Crusader

## Technique et pratique de pont d'envol
Bien que Buck Danny soit revenu dans l'aéronautique navale depuis 1954, certaines techniques propres aux porte-avions modernes demeurent étrangères, en 1959-1960 (époque où se déroule cet épisode) aux auteurs de la série. En particulier et dans le cas présent, l'intérêt de l'innovation de la piste oblique ne paraît pas pris en compte. En effet, dans ce récit, l'entraînement à terre aux appontages (appelé ASSP : appontage simulé sur piste) s'effectue avec barrière de sécurité levée (planche ZZ.13) alors que cette disposition ne s'impose qu'en situation de détresse.
Curieusement, lorsque son emploi s'avérera indispensable (au début de l'épisode suivant, Le Retour des Tigres Volants), il n'en sera pas fait usage.